# 芹澤健介
芹澤健介（せりざわ けんすけ、1973年‐ ）は、日本のライター、構成作家である。

## 略歴
沖縄県生まれ。横浜国立大学経済学部卒業。大学時代、ニュージーランドで羊飼いとして採用され、一時期外国人労働者として働いていた。NHK国際放送の番組制作に携わる。長年、日本在住の外国人問題を取材している。

## 著書
- 『血と水の一滴 沖縄に散った青年軍医』（マダム・ヒロBOOK）
- 『となりの外国人』（マイナビ新書）
- 『がんの消滅――天才が挑む光免疫療法』（新潮新書）

## ウェブメディア掲載
- 1日の歩行距離は16キロ……アマゾンの倉庫で働く「ピッカー」の実態 文春オンライン
- 落語界の異端児…注目の女流落語家は「日系ブラジル人3世」 現代ビジネス
- 理論上、「９割のがんに効く」光免疫療法の現在地と知られざるドラマ『がんの消滅――天才医師が挑む光免疫療法』（新潮新書）8月18日発売 PR TIMES